# Bougainvillia maniculata
Bougainvillia maniculata är en nässeldjursart som beskrevs av Ernst Haeckel 1864. Bougainvillia maniculata ingår i släktet Bougainvillia och familjen Bougainvilliidae. Inga underarter finns listade i Catalogue of Life.